# William Stuart (Politiker, 1825)
William Stuart (* 7. März 1825; † 21. Dezember 1893) war ein britischer Politiker, der dreimal als Abgeordneter für das House of Commons gewählt wurde.
William Stuart war der älteste Sohn von William Stuart und dessen ersten Frau Henrietta Pole. Stuart studierte und wurde Barrister. Nach dem Tod seines Onkels Henry Stuart wurde er in einer Nachwahl 1854 als Kandidat der Conservative Party als Abgeordneter für Bedfordshire für das House of Commons gewählt. Bei der Unterhauswahl 1857 wurde er nicht als Abgeordneter gewählt, doch bei der Unterhauswahl 1859 und 1865 wurde er erneut als Abgeordneter für Bedfordshire gewählt, ehe er 1868 aus dem House of Commons ausschied. Daneben war Stuart Friedensrichter, Deputy Lieutenant und Oberst der Miliz von Bedfordshire. 1875 diente er als High Sheriff des Countys.
Bereits zu seinen Lebzeiten hatte Stuarts Vater ihm den Landsitz Tempsford Hall übergeben. Nach dem Tod seines Vaters 1874 erbte er auch Aldenham Abbey und den Großteil des übrigen Besitz seines Vaters. Am 13. September 1859 hatte er Katherine Nicholson, eine Tochter von John Armytage Nicholson und Elisabeth Alexander geheiratet. Mit ihr hatte er mindestens zwei Kinder:
- William Dugald Stuart (1860–1922)
- Henry Esmé Stuart (1865–1905)